# HMS Tartar (F43)
Lo HMS Tartar (pennant number F43) fu un cacciatorpediniere della Royal Navy britannica appartenente alla classe Tribal, entrato in servizio nel marzo del 1939.
Il cacciatorpediniere fu intensamente impiegato in azione nel corso degli eventi della seconda guerra mondiale, servendo su buona parte dei teatri navali principali in cui furono attive le unità della Royal Navy: allo scoppio della guerra, il Tartar prestò servizio nelle acque delle isole britanniche e del Mare del Nord, prendendo parte nell'aprile 1940 alla campagna di Norvegia; nel 1941 fu impegnato in azione nell'oceano Atlantico durante gli eventi della caccia alla Bismarck, per poi servire nel teatro dell'Artico durante gli eventi della "guerra meteorologica" e come scorta ai convogli artici diretti verso i porti nel nord della Russia.
Dall'agosto 1942 il Tartar fu impegnato nelle azioni del teatro del Mediterraneo, prendendo parte alla battaglia di mezzo agosto, all'operazione Torch e alle operazioni navali della campagna di Tunisia; nel luglio 1943 prese parte allo sbarco in Sicilia, mentre nel settembre seguente operò nel corso dell'operazione Baytown e dello sbarco di Salerno. Rientrato nel Regno Unito, nel corso del 1944 operò al largo delle coste della Francia e nel canale de La Manica, partecipando anche alle operazioni d'appoggio allo sbarco in Normandia; nell'aprile 1945 fu invece trasferito in forza alla Eastern Fleet, operando contro i giapponesi nel teatro dell'Oceano Indiano fino alla conclusione delle ostilità.
Uno dei soli quattro su sedici classe Tribal della Royal Navy a sopravvivere indenne al conflitto, il Tartar fu radiato nel 1947 e quindi venduto per la demolizione nel gennaio 1948.

## Storia

### Entrata in servizio e prime operazioni

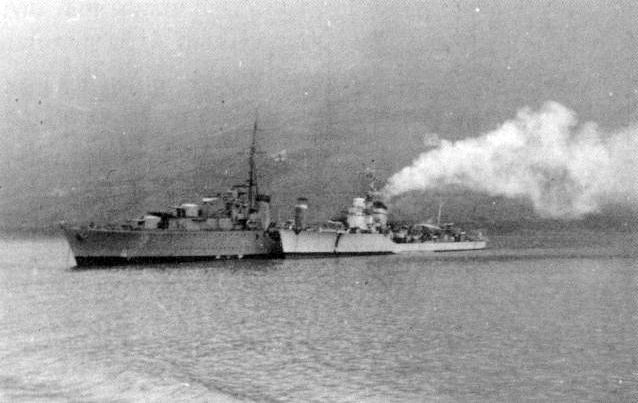
Il Tartar, sulla sinistra, affianca il più piccolo cacciatorpediniere svedese Remus, catturato alle Fær Øer nel giugno 1940

Ordinata ai cantieri della Swan Hunter & Wigham Richardson di Wallsend il 12 giugno 1936, la nave fu impostata il 26 agosto dello stesso anno e quindi varata il 21 ottobre 1937 con il nome di Tartar in onore dell'omonimo popolo tribale dell'Asia, diciassettesima unità della Royal Navy a portare questo nome. Entrata in servizio il 10 marzo 1939, la nave fu assegnata inizialmente in forza alla 2nd Destroyer Flotilla della Home Fleet, ma in aprile fu sottoposta a ulteriori lavori per la conversione in conduttore di flottiglia e quindi riassegnata alla 6th Destroyer Flotilla; dislocato presso l'Isle of Portland per svolgere esercitazioni e lavori di messa a punto, tra il 1º e il 4 giugno il Tartar fu inviato nella baia di Liverpool per partecipare alle operazioni di soccorso del sommergibile britannico HMS Thetis, affondato con gravi perdite umane durante un collaudo.
Allo scoppio della seconda guerra mondiale nel settembre 1939, il Tartar fu dislocato nella base di Scapa Flow per operare come unità di scorta nei gruppi da battaglia della Home Fleet, svolgendo anche missioni di ricerca di violatori di blocco e di lotta anti-sommergibili nel teatro del Mare del Nord. Dopo aver partecipato in novembre all'infruttuosa ricerca delle navi da battaglia Gneisenau e Scharnhorst sortite dai porti tedeschi, il 4 dicembre il cacciatorpediniere fu messo in cantiere a Govan per lavori di manutenzione e di demagnetizzazione dello scafo oltre che per sistemare le numerose falle apertesi nei serbatoi di acqua di alimentazione a causa della navigazione ad alta velocità in condizioni di mare grosso, un difetto comune delle unità classe Tribal. Il Tartar tornò operativo il 29 dicembre, continuando nei mesi seguenti con le missioni di routine in forza alla Home Fleet; nel marzo 1940, insieme al gemello HMS Mohawk, il cacciatorpediniere fece da scorta al primo viaggio del nuovo transatlantico Queen Elizabeth, salpato da Clydebank per New York.
Dopo alcune missioni di scorta ai convogli navali salpati da Rosyth, a partire dall'8 aprile 1940 il Tartar fu impegnato negli eventi della campagna di Norvegia, scortando i gruppi da battaglia della Home Fleet, proteggendo i convogli di mercantili, pattugliando le acque costiere della Norvegia e fornendo appoggio ai reparti alleati sbarcati a terra. Il 30 aprile il cacciatorpediniere prese parte all'evacuazione delle truppe alleate da Åndalsnes e Molde subendo senza danni ripetuti attacchi aerei della Luftwaffe, mentre in maggio protesse i convogli di truppe in partenza dalla zona di Harstad. In giugno il Tartar partecipò alle operazioni finali di evacuazione delle forze degli Alleati dalla Norvegia settentrionale, prendendo parte anche all'infruttuosa caccia delle navi da battaglia tedesche Scharnorhst e Gneisenau salpate per intercettare i convogli nemici in partenza dall'area di Narvik. Il 20 giugno, in coppia con il gemello HMS Mashona, il Tartar bloccò alle Fær Øer i cacciatorpediniere svedesi Romulus e Remus, appena acquistati dal governo di Stoccolma in Italia e diretti in patria; le due unità furono poi rilasciate dopo colloqui diplomatici fra svedesi e britannici.

### Azioni nel teatro artico e in Atlantico

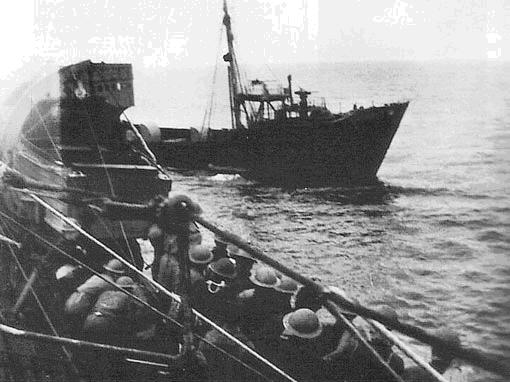
L'equipaggio del Tartar, sulla sinistra, si appresta ad abbordare la nave tedesca Lauenburg sorpresa al largo di Jan Mayen

In agosto, il cacciatorpediniere fece da scorta per le unità da battaglia trasferite dal Regno Unito a Gibilterra in forza alla nuova Force H, oltre a svolgere missioni di contrasto anti-sommergibili e di protezione dei posamine nella zona degli approcci occidentali alle isole britanniche e nel Mare del Nord; tra il 4 ottobre e il 30 novembre invece la nave fu messa in cantiere a Plymouth per lavori di manutenzione generale, comprensivi anche di un potenziamento dell'armamento antiaereo e dell'installazione di un apparato radar. Al rientro in servizio nel dicembre 1940 il Tartar divenne conduttore di flottiglia della 4th Destroyer Flotilla, continuando con le operazioni della Home Fleet nelle acque del Mare del Nord e delle isole britanniche. Il 4 marzo 1941 il cacciatorpediniere partecipò all'operazione Claymore, un raid di British Commandos contro installazioni tedesche nelle Isole Lofoten; nel corso del raid il Tartar partecipò alla cattura del guardacoste tedesco Krebs, a bordo del quale furono recuperati documenti e componenti della macchina crittografica "Enigma" poi rivelatisi importanti per la decifrazione delle comunicazioni radio tedesche.
Nel maggio 1941 il Tartar fu schierato in oceano Atlantico come unità di scorta per i convogli di mercantili, ma dal 24 maggio partecipò agli eventi della caccia alla Bismarck e fu presente all'affondamento della grande unità tedesca il 27 maggio; il 28 maggio, mentre rientrava a Scapa Flow dall'operazione, subì senza danni grossi attacchi aerei tedeschi al largo delle coste occidentali dell'Irlanda, per poi recuperare i naufraghi del cacciatorpediniere Mashona colato a picco dai velivoli della Luftwaffe. Con queste ultime operazioni, alla fine del maggio 1941 il Tartar fu accreditato come primo cacciatorpediniere britannico ad aver trascorso 200 giorni in mare e percorso 100.000 miglia nautiche dall'inizio della guerra. Tornato in forza alla Home Fleet, il 26 giugno il cacciatorpediniere fu inviato nella zona di Jan Mayen nel Mare di Norvegia, catturando due giorni più tardi la nave meteorologica tedesca Lauenburg a bordo della quale furono recuperati importanti documenti relativi a "Enigma".

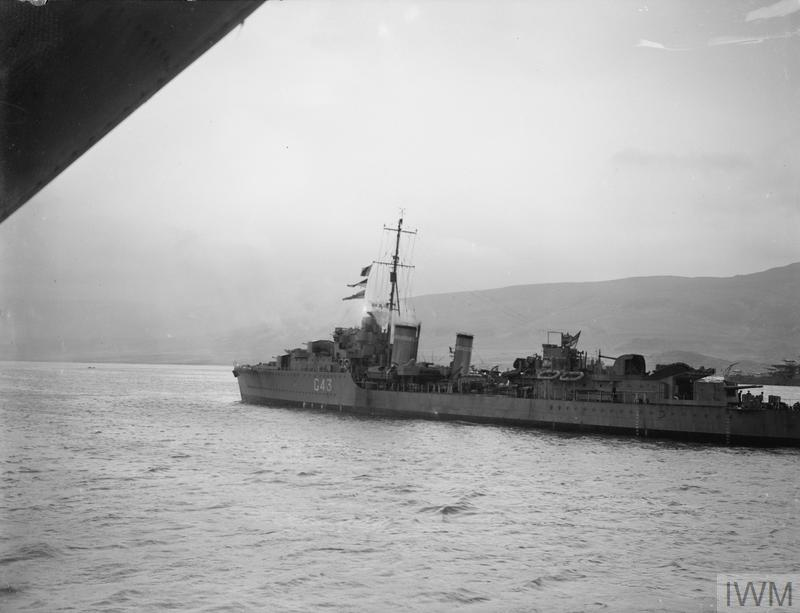
Il Tartar fotografato a Hvalfjörður in Islanda nel novembre 1941 durante la scorta ai "convogli artici" diretti in Russia

Dopo una missione a Spitsbergen in luglio per evacuare a Murmansk i locali minatori sovietici (operazione Gauntlet), il 17 agosto 1941 il Tartar scortò la nave da battaglia HMS Prince of Wales in rientro a Scapa Flow con a bordo il primo ministro Winston Churchill, reduce dall'incontro con il presidente statunitense Franklin D. Roosevelt ad Argentia nel Dominion di Terranova nel corso del quale era stata firmata la Carta Atlantica; il Tartar prese a bordo lo stesso Churchill il 18 agosto per trasportarlo da Scapa Flow a Greenock. Dopo aver scortato il 20 agosto la nave trasporto truppe Empress of Australia a Spitsbergen per stabilirvi una base alleate, all'inizio di settembre il Tartar fu messo in cantiere al Royal Albert Dock di Londra per lavori di ammodernamento protrattisi fino al 17 ottobre seguente, quando tornò in forza alla 6th Destroyer Flotilla di base a Scapa Flow; a partire dal gennaio 1942 il cacciatorpediniere fu quindi destinato alla protezione dei "convogli artici" diretti dal Regno Unito ai porti nel nord della Russia, iniziando con la scorta dei convogli PQ 7B e QP 5 in gennaio e PQ 12, PQ 13 e QP 9 in febbraio. Tra l'8 e il 10 marzo partecipò all'infruttuosa ricerca della nave da battaglia tedesca Tirpitz, salpata dalla Norvegia per intercettare i convogli artici PQ 12 e QP 8.

### Operazioni nel Mediterraneo
Dopo aver fornito protezione ai convogli artici PQ 13 e QP 9 alla fine di marzo ed essersi sottoposto a un nuovo ciclo di lavori in cantiere a Kingston upon Hull tra aprile e maggio, tra giugno e luglio 1942 il Tartar operò con le unità della Home Fleet per poi essere destinato, all'inizio di agosto, all'operazione Pedestal, l'invio di un convoglio di rifornimenti massicciamente scortato dal Regno Unito all'isola di Malta nel Mediterraneo. Tra il 10 e il 13 agosto il cacciatorpediniere partecipò quindi agli eventi della battaglia di mezzo agosto, quando il convoglio fu massicciamente attaccato dalle forze dell'Asse durante il suo passaggio da Gibilterra a Malta: dopo essere sfuggito a un tentativo di siluramento da parte del sommergibile italiano Uarsciek l'11 agosto, il 12 agosto il Tartar respinse con attacchi di bombe di profondità gli assalti al convoglio da parte dei sommergibili Granito e Angelo Emo; sottoposto a continui attacchi aerei, il 12 agosto il Tartar prese a rimorchio l'immobilizzato cacciatorpediniere HMS Foresight nel tentativo di portarlo in salvo a Gibilterra, ma il giorno seguente, dopo essere sfuggito all'attacco del sommergibile tedesco U-73, dovette rinunciare e, recuperato l'equipaggio, affondò a cannonate il relitto del Foresight a sud-ovest dell'isola di La Galite. Tornato in forza alla Home Fleet, il Tartar riprese la scorta dei convogli sulla rotta artica proteggendo i convogli PQ 18 e QP 14 nel settembre 1942.

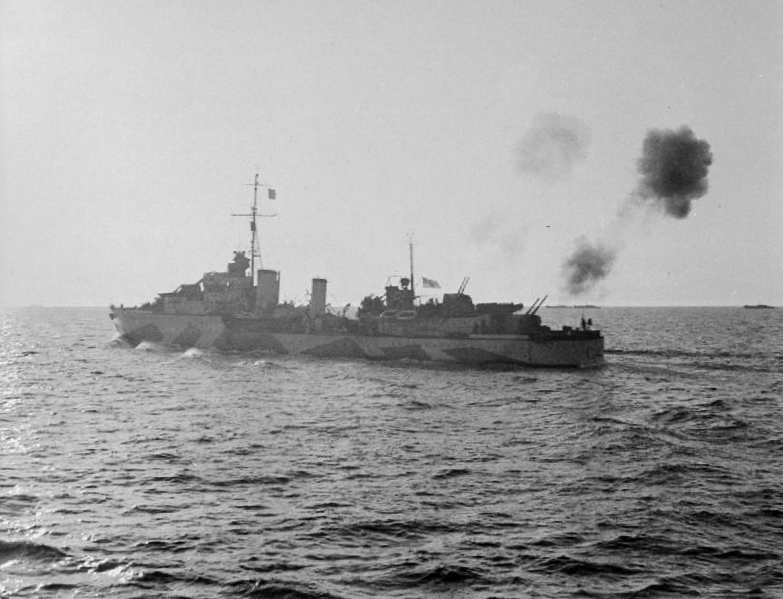
Il Tartar impiega il suo armamento antiaereo durante lo sbarco a Salerno nel settembre 1943

Alla fine di ottobre il cacciatorpediniere fu assegnato alla grande flotta alleata destinata a supportare lo sbarco delle truppe anglo-statunitensi in Nordafrica (operazione Torch), svolgendo nel novembre seguente missioni di scorta alle navi trasporto e protezione anti-sommergibili davanti alle coste dell'Algeria. Assegnato alla Force Q di base ad Algeri il 30 novembre, il Tartar svolse a partire dal dicembre 1942 numerose missioni nella zona del canale di Sicilia e al largo delle coste della Tunisia, scortando i trasporti alleati e attaccando i convogli di rifornimento dell'Asse; nel maggio 1943, in collaborazione con le unità della Mediterranean Fleet, il cacciatorpediniere partecipò al blocco navale di Capo Bon e alle operazioni finali della campagna di Tunisia. Trasferitosi a Malta, tra il 10 e l'11 giugno il Tartar prese parte all'occupazione alleata di Pantelleria (operazione Corkscrew), per poi essere destinato alla successiva invasione della Sicilia (operazione Husky): il 10 luglio, in particolare, il cacciatorpediniere supportò gli sbarchi nel settore britannico con bombardamenti costieri e missioni anti-sommergibili, mentre l'11 luglio recuperò 200 naufraghi dalla nave ospedale Talamba affondata da attacchi aerei italo-tedeschi davanti Siracusa.
Dopo aver trainato a Malta il danneggiato cacciatorpediniere HMS Eskimo il 13 luglio, in agosto il Tartar continuò con le missioni di supporto ai reparti a terra nelle acque siciliane, partecipando anche tra il 31 agosto e il 3 settembre ai bombardamenti preparatori dello sbarco alleato a Reggio Calabria (operazione Baytown). A partire dal 9 settembre invece il cacciatorpediniere fornì fuoco di supporto durante gli sbarchi alleati nella zona di Salerno (operazione Avalanche), sfuggendo in numerose circostanze ad attacchi aerei dei velivoli tedeschi. Il Tartar continuò a operare al largo delle coste meridionali dell'Italia fino alla fine di ottobre, quando rientrò nel Regno Unito via Gibilterra per sottoporsi a lavori di manutenzione nei cantieri della base HMNB Devonport, nel corso dei quali il suo armamento antiaereo fu notevolmente potenziato.

### Coste francesi e Oceano Indiano

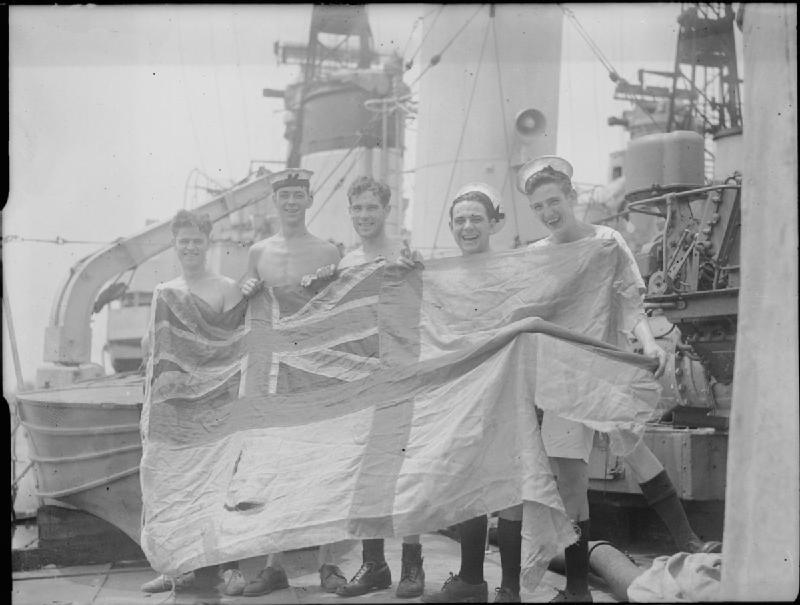
L'equipaggio del Tartar mostra la bandiera della nave danneggiata nello scontro di Ushant del 9 giugno 1944

L'unità rientrò in servizio solo all'inizio del marzo 1944, assegnata in forza alla 10th Destroyer Flotilla del Plymouth Command per operare al largo delle coste settentrionali della Francia principalmente in missioni di scorta al traffico navale alleato e di contrasto ai corrispettivi convogli costieri tedeschi; a partire da maggio l'unità fu anche impegnata nelle operazioni volte a preparare l'invasione alleata della Normandia, oltre che come scorta per le attività del posamine HMS Apollo nelle acque della Bretagna.
Il 6 giugno 1944 il Tartar prese parte agli eventi dello sbarco in Normandia, schierato con il resto della 10th Flotilla all'imbocco occidentale del canale de La Manica per proteggere la flotta d'invasione da attacchi di unità tedesche provenienti dai porti della Francia occidentale. Il 9 giugno il Tartar fu quindi impegnato nella battaglia di Ushant, affrontando con altre unità alleate una formazione di cacciatorpediniere e torpediniere tedesche sortita da Brest: due cacciatorpediniere tedeschi furono affondati con gravi perdite, ma nel corso dello scontro il Tartar fu raggiunto da tre colpi di cannone che causarono danni oltre a quattro morti e dodici feriti (compreso il comandante) tra l'equipaggio. Dopo rapidi lavori di riparazione a Devonport, l'unità tornò in azione pattugliando le coste francesi ancora in mano ai tedeschi (operazioni Kinetic e Assault): il 7 luglio ingaggiò e affondò i dragamine tedeschi M4601 e M4605 al largo delle Isole del Canale, mentre il 6 agosto partecipò, con altre unità alleate, all'attacco a un convoglio tedesco davanti Saint-Nazaire nel corso del quale furono affondati due dragamine, un pattugliatore e quattro mercantili.

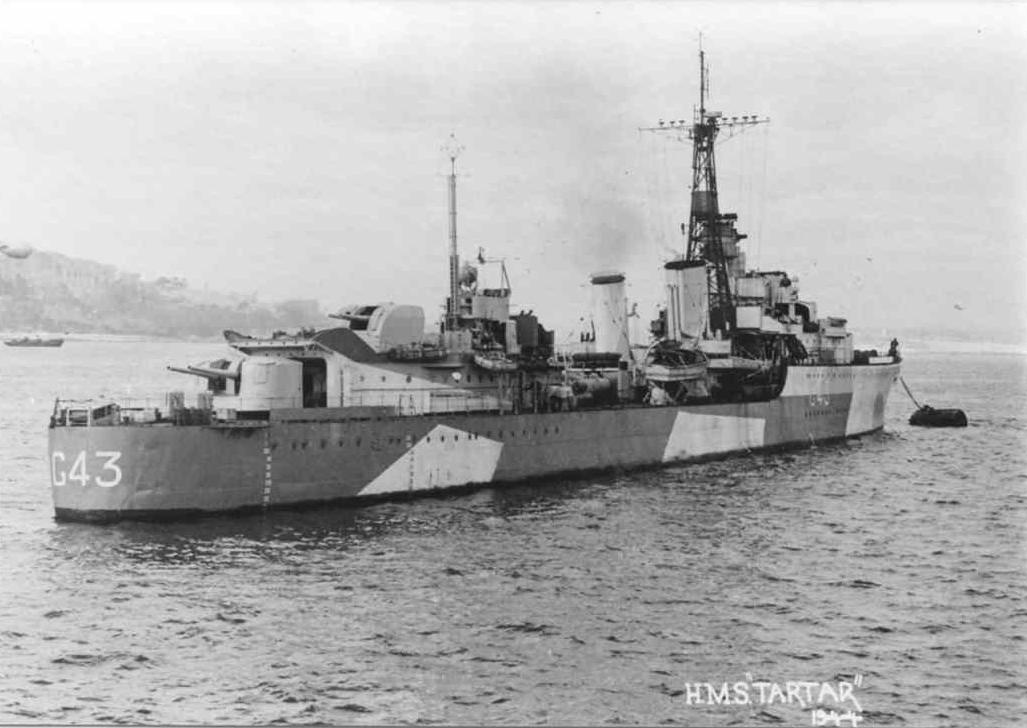
Il Tartar fotografato di poppa nel 1944

Nel novembre 1944 il Tartar si sottopose a nuovi lavori di manutenzione in vista di una sua riassegnazione in forza alla Eastern Fleet britannica, dislocata nell'Oceano Indiano; i lavori si conclusero a febbraio 1945, e la nave svolse attività di addestramento al largo di Gibilterra prima di dirigere su Trincomalee via canale di Suez e Aden, giungendo a destinazione il 20 aprile. Assegnato alla 10th Destroyer Flotilla, il Tartar operò come unità di scorta per i gruppi da battaglia della Eastern Fleet, conducendo un'incursione nella zona delle Andamane e Nicobare alla fine di aprile nel corso della quale bombardò le postazioni giapponesi a Car Nicobar e Port Blair. Tra il 1º e il 2 maggio il cacciatorpediniere tornò a bombardare Car Nicobar e Port Blair, per poi il 3 maggio fornire protezione alla forza d'invasione anfibia inviata a riconquistare Rangoon in Birmania (operazione Dracula) rientrando a Trincomalee il 9 maggio; in seguito fece parte dei gruppi da battaglia britannici dislocati all'imboccatura dello stretto di Malacca per dare la caccia alle restanti unità di superficie giapponesi attive nel Sud-est asiatico, subendo senza danni alcuni attacchi aerei nemici.
In giugno il Tartar operò nelle acque tra le Nicobare e Sabang per dare la caccia al restante traffico navale giapponese; il 12 giugno, in squadra con i cacciatorpediniere Eskimo e HMS Nubian, attaccò un piccolo convoglio giapponese allargo dell'Isola di Rondo affondando un cacciasommergibili e un mercantile. In luglio il cacciatorpediniere fu assegnato alle forze navali incaricate di condurre l'invasione anfibia della Malesia britannica (operazione Zipper), ma l'annuncio della resa del Giappone il 15 agosto portò all'annullamento della missione; il Tartar partecipò quindi ai primi di settembre alle operazioni per la rioccupazione britannica di Penang in Malesia e la capitolazione delle locali forze giapponesi, per poi rientrare a Trincomalee e fare rotta per Plymouth dove giunse il 17 novembre 1945.
Il cacciatorpediniere fu ritirato dal servizio di prima linea all'inizio del 1946, venendo impiegato a Devonport come nave caserma per il personale della base navale. Radiato ufficialmente nel 1947, il Tartar fu quindi venduto per la demolizione il 6 gennaio 1948 alla British Iron & Steel Corporation, arrivando il 22 febbraio seguente al cantiere J. Cashmere di Newport in Galles dove lo smantellamento fu portato a termine.